# Ugolino di Vieri

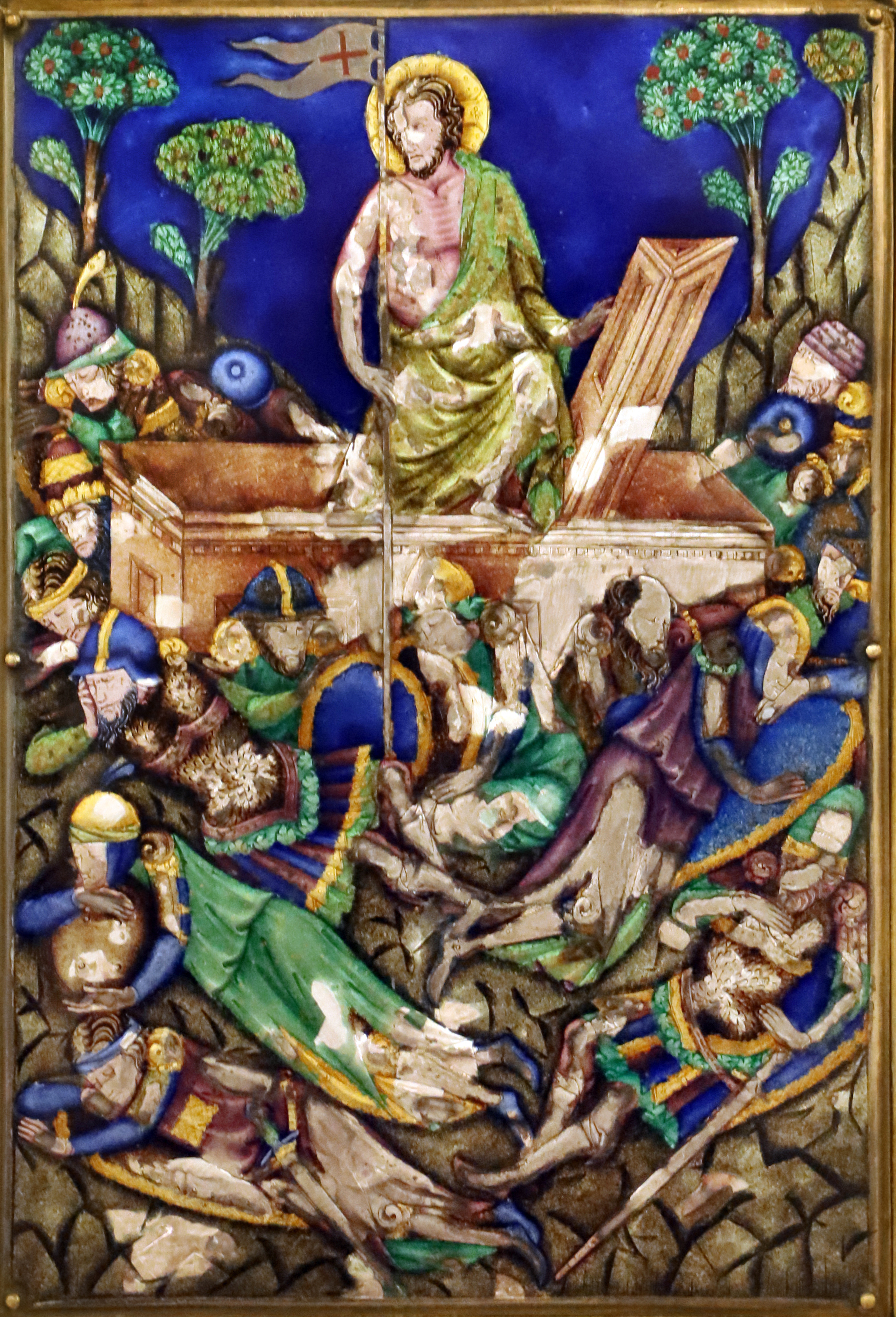
Resurrezione, particolare di una scena in smalto translucido del Reliquiario del corporale di Bolsena, duomo di Orvieto

Ugolino di Vieri (Siena, XIV secolo – ...) è stato un orafo e scultore italiano, forse il più famoso della scuola senese del Trecento.

## Biografia
Appartenne ad una famiglia di orafi e lavorò in varie località della Toscana e Umbria. Il suo capolavoro è il Reliquiario del corporale del miracolo di Bolsena, conservato tutt'oggi nel Duomo di Orvieto. Realizzato tra il 1337 e il 1338, è alto 139 cm e composto in oro, argento e smalto graffito e sbalzato. Riecheggia nella forma cuspidata la facciata del Duomo, secondo la moda senese di riprodurre architettura in miniatura nelle oreficerie, ed è decorato da magnifici smalti dipinti. Inoltre è coronato da una serie di pinnacoli sormontati da statuette dorate, un dettaglio che non fa parte dell'architettura italiana ma transalpina e che dimostra gli scambi tra le diverse culture.
Un'altra opera conosciuta è il Reliquiario di San Savino, nel Museo dell'Opera del Duomo di Orvieto, a forma di fastoso ciborio gotico.
Collaborò con Viva di Lando.